# 徐良棟
徐良棟（？—？），字國楨，號涵素，浙江紹興府上虞县管溪人，明朝政治人物。

## 生平
萬曆二十五年（1597年）丁酉科浙江乡试六十一名举人，萬曆二十九年（1601年）辛丑科進士，禮部觀政，三十年授工部主事，本年管六科郎，三十三年丁憂。補工部都水司主事，三十六年荆州抽分，商旅便之。三十八年升郎中，三十九年考察，降两淮運判，四十一年升任南京刑部江西司主事，鞠狱仁慈。四十四年升郎中，四十七年三月转广西浔州府知府，天啓二年丁憂歸，服除，四年补青州府，所至有惠政。天启五年四月升山东青州兵备道副使，六年十一月升广东惠潮道右参政，崇祯元年考察，降廣東副使，三年升本省右參政，以平剧贼陈万、钟灵秀功，赐金褒赉，晋四川按察使，致仕归。居家恂恂儒雅，被服如寒素，以亢旱步行烈日中祈祷，感疾卒。

## 家族
曾祖徐佩。祖父徐子价。父徐秉文，庠生。子徐景行，举人，官山东德平知县。